# 元久
元久（1204年二月二十日至1206年二月二十日）是日本的年號之一。這個時代的天皇是土御門天皇，由後鳥羽上皇實施院政。鎌倉幕府之征夷大將軍為源實朝；執權為北條義時。

## 改元
- 建仁四年二月二十日（1204年3月23日）改元元久
- 元久三年四月二十七日（1206年6月5日）改元建永

## 出處
《毛詩正義·大雅·文王》：「但文王自於國內建元久矣，無故更復改元」。

## 逝世
- 元久元年：源賴家，鎌倉幕府之第二代將軍。

## 大事記
- 元久二年：《新古今和歌集》成書。
- 元久二年：北條義時就任鎌倉幕府之第二代執權。

## 紀年、西曆、干支對照表
| 元久       | 元年   | 二年   | 三年   |
| 儒略曆日期 | 1204年 | 1205年 | 1206年 |
| 干支       | 甲子   | 乙丑   | 丙寅   |